# Danh sách ngày trong năm
Các trang dưới đây, tương ứng với lịch Gregorius, liệt kê các sự kiện lịch sử, ngày sinh, ngày mất, ngày lễ theo ngày cụ thể trong năm:
| Tháng 1  | 1 2 3 4 5 6 7 8 9 10 11 12 13 14 15 16 17 18 19 20 21 22 23 24 25 26 27 28 29 30 31 |
| Tháng 2  | 1 2 3 4 5 6 7 8 9 10 11 12 13 14 15 16 17 18 19 20 21 22 23 24 25 26 27 28 29       |
| Tháng 3  | 1 2 3 4 5 6 7 8 9 10 11 12 13 14 15 16 17 18 19 20 21 22 23 24 25 26 27 28 29 30 31 |
| Tháng 4  | 1 2 3 4 5 6 7 8 9 10 11 12 13 14 15 16 17 18 19 20 21 22 23 24 25 26 27 28 29 30    |
| Tháng 5  | 1 2 3 4 5 6 7 8 9 10 11 12 13 14 15 16 17 18 19 20 21 22 23 24 25 26 27 28 29 30 31 |
| Tháng 6  | 1 2 3 4 5 6 7 8 9 10 11 12 13 14 15 16 17 18 19 20 21 22 23 24 25 26 27 28 29 30    |
| Tháng 7  | 1 2 3 4 5 6 7 8 9 10 11 12 13 14 15 16 17 18 19 20 21 22 23 24 25 26 27 28 29 30 31 |
| Tháng 8  | 1 2 3 4 5 6 7 8 9 10 11 12 13 14 15 16 17 18 19 20 21 22 23 24 25 26 27 28 29 30 31 |
| Tháng 9  | 1 2 3 4 5 6 7 8 9 10 11 12 13 14 15 16 17 18 19 20 21 22 23 24 25 26 27 28 29 30    |
| Tháng 10 | 1 2 3 4 5 6 7 8 9 10 11 12 13 14 15 16 17 18 19 20 21 22 23 24 25 26 27 28 29 30 31 |
| Tháng 11 | 1 2 3 4 5 6 7 8 9 10 11 12 13 14 15 16 17 18 19 20 21 22 23 24 25 26 27 28 29 30    |
| Tháng 12 | 1 2 3 4 5 6 7 8 9 10 11 12 13 14 15 16 17 18 19 20 21 22 23 24 25 26 27 28 29 30 31 |

## Giao diện lịch
| Tháng 1 | Tháng 1 | Tháng 1 | Tháng 1 | Tháng 1 | Tháng 1 | Tháng 1 |
| ------- | ------- | ------- | ------- | ------- | ------- | ------- |
| 1       | 2       | 3       | 4       | 5       | 6       | 7       |
| 8       | 9       | 10      | 11      | 12      | 13      | 14      |
| 15      | 16      | 17      | 18      | 19      | 20      | 21      |
| 22      | 23      | 24      | 25      | 26      | 27      | 28      |
| 29      | 29      | 31      |         |         |         |         |

| Tháng 2 | Tháng 2 | Tháng 2 | Tháng 2 | Tháng 2 | Tháng 2 | Tháng 2 |
| ------- | ------- | ------- | ------- | ------- | ------- | ------- |
| 1       | 2       | 3       | 4       | 5       | 6       | 7       |
| 8       | 9       | 10      | 11      | 12      | 13      | 14      |
| 15      | 16      | 17      | 18      | 19      | 20      | 21      |
| 22      | 23      | 24      | 25      | 26      | 27      | 28      |
| 29      |         |         |         |         |         |         |

| Tháng 3 | Tháng 3 | Tháng 3 | Tháng 3 | Tháng 3 | Tháng 3 | Tháng 3 |
| ------- | ------- | ------- | ------- | ------- | ------- | ------- |
| 1       | 2       | 3       | 4       | 5       | 6       | 7       |
| 8       | 9       | 10      | 11      | 12      | 13      | 14      |
| 15      | 16      | 17      | 18      | 19      | 20      | 21      |
| 22      | 23      | 24      | 25      | 26      | 27      | 28      |
| 29      | 29      | 31      |         |         |         |         |

| Tháng 4 | Tháng 4 | Tháng 4 | Tháng 4 | Tháng 4 | Tháng 4 | Tháng 4 |
| ------- | ------- | ------- | ------- | ------- | ------- | ------- |
| 1       | 2       | 3       | 4       | 5       | 6       | 7       |
| 8       | 9       | 10      | 11      | 12      | 13      | 14      |
| 15      | 16      | 17      | 18      | 19      | 20      | 21      |
| 22      | 23      | 24      | 25      | 26      | 27      | 28      |
| 29      | 30      |         |         |         |         |         |

| Tháng 5 | Tháng 5 | Tháng 5 | Tháng 5 | Tháng 5 | Tháng 5 | Tháng 5 |
| ------- | ------- | ------- | ------- | ------- | ------- | ------- |
| 1       | 2       | 3       | 4       | 5       | 6       | 7       |
| 8       | 9       | 10      | 11      | 12      | 13      | 14      |
| 15      | 16      | 17      | 18      | 19      | 20      | 21      |
| 22      | 23      | 24      | 25      | 26      | 27      | 28      |
| 29      | 29      | 31      |         |         |         |         |

| Tháng 6 | Tháng 6 | Tháng 6 | Tháng 6 | Tháng 6 | Tháng 6 | Tháng 6 |
| ------- | ------- | ------- | ------- | ------- | ------- | ------- |
| 1       | 2       | 3       | 4       | 5       | 6       | 7       |
| 8       | 9       | 10      | 11      | 12      | 13      | 14      |
| 15      | 16      | 17      | 18      | 19      | 20      | 21      |
| 22      | 23      | 24      | 25      | 26      | 27      | 28      |
| 29      | 29      |         |         |         |         |         |

| Tháng 7 | Tháng 7 | Tháng 7 | Tháng 7 | Tháng 7 | Tháng 7 | Tháng 7 |
| ------- | ------- | ------- | ------- | ------- | ------- | ------- |
| 1       | 2       | 3       | 4       | 5       | 6       | 7       |
| 8       | 9       | 10      | 11      | 12      | 13      | 14      |
| 15      | 16      | 17      | 18      | 19      | 20      | 21      |
| 22      | 23      | 24      | 25      | 26      | 27      | 28      |
| 29      | 29      | 31      |         |         |         |         |

| Tháng 8 | Tháng 8 | Tháng 8 | Tháng 8 | Tháng 8 | Tháng 8 | Tháng 8 |
| ------- | ------- | ------- | ------- | ------- | ------- | ------- |
| 1       | 2       | 3       | 4       | 5       | 6       | 7       |
| 8       | 9       | 10      | 11      | 12      | 13      | 14      |
| 15      | 16      | 17      | 18      | 19      | 20      | 21      |
| 22      | 23      | 24      | 25      | 26      | 27      | 28      |
| 29      | 29      | 31      |         |         |         |         |

| Tháng 9 | Tháng 9 | Tháng 9 | Tháng 9 | Tháng 9 | Tháng 9 | Tháng 9 |
| ------- | ------- | ------- | ------- | ------- | ------- | ------- |
| 1       | 2       | 3       | 4       | 5       | 6       | 7       |
| 8       | 9       | 10      | 11      | 12      | 13      | 14      |
| 15      | 16      | 17      | 18      | 19      | 20      | 21      |
| 22      | 23      | 24      | 25      | 26      | 27      | 28      |
| 29      | 29      |         |         |         |         |         |

| Tháng 10 | Tháng 10 | Tháng 10 | Tháng 10 | Tháng 10 | Tháng 10 | Tháng 10 |
| -------- | -------- | -------- | -------- | -------- | -------- | -------- |
| 1        | 2        | 3        | 4        | 5        | 6        | 7        |
| 8        | 9        | 10       | 11       | 12       | 13       | 14       |
| 15       | 16       | 17       | 18       | 19       | 20       | 21       |
| 22       | 23       | 24       | 25       | 26       | 27       | 28       |
| 29       | 29       | 31       |          |          |          |          |

| Tháng 11 | Tháng 11 | Tháng 11 | Tháng 11 | Tháng 11 | Tháng 11 | Tháng 11 |
| -------- | -------- | -------- | -------- | -------- | -------- | -------- |
| 1        | 2        | 3        | 4        | 5        | 6        | 7        |
| 8        | 9        | 10       | 11       | 12       | 13       | 14       |
| 15       | 16       | 17       | 18       | 19       | 20       | 21       |
| 22       | 23       | 24       | 25       | 26       | 27       | 28       |
| 29       | 29       |          |          |          |          |          |

| Tháng 12 | Tháng 12 | Tháng 12 | Tháng 12 | Tháng 12 | Tháng 12 | Tháng 12 |
| -------- | -------- | -------- | -------- | -------- | -------- | -------- |
| 1        | 2        | 3        | 4        | 5        | 6        | 7        |
| 8        | 9        | 10       | 11       | 12       | 13       | 14       |
| 15       | 16       | 17       | 18       | 19       | 20       | 21       |
| 22       | 23       | 24       | 25       | 26       | 27       | 28       |
| 29       | 29       | 31       |          |          |          |          |